# Heustreu
Heustreu – miejscowość i gmina w Niemczech, w kraju związkowym Bawaria, w rejencji Dolna Frankonia, w regionie Main-Rhön, w powiecie Rhön-Grabfeld, siedziba wspólnoty administracyjnej Heustreu. Leży w Grabfeldzie, około 5 km na północny wschód od Bad Neustadt an der Saale, nad ujściem rzeki Streu do Soława Frankońska, przy autostradzie A71, drodze B19, B279 i linii kolejowej Schweinfurt – Eisenach.

## Demografia
| Rok  | Liczba mieszk. |
| ---- | -------------- |
| 1970 | 1.128          |
| 1987 | 1.157          |
| 2000 | 1.459          |
| 2005 | 1.296          |

## Oświata
(na 1999)

W gminie znajduje się 75 miejsc przedszkolnych (z 42 dziećmi) oraz szkoła podstawowa z częścią Hauptschule.